# Гратовски, Александр и Николь
Алекса́ндр и Нико́ль Грато́вски — российские и европейские (Бельгия, Испания) антропологи русского происхождения, супруги, соавторы книг, фильмов, экспозиций, публичных выступлений и событий в области исследования разума и сознания.

## Первые совместные проекты
Александр и Николь (девичья фамилия Корс) познакомились в 1990 г. в Брюсселе, в том же году крестились и венчались в Москве в Новодевичьем монастыре. При крещении в православии Николь получила имя Татьяна, венчал пару отец Михаил Рязанцев.
В 1998 г. Гратовски создали «Клуб пиковых переживаний», занимавшийся изучением человеческих возможностей, экзистенциальным консалтингом и логотерапией в Европе (Бельгия) и России в сотрудничестве с ведущими психологами, в частности, с Жаном Беккио (англ. Jean Becchio) и Александром Асмоловым. «Клуб» разработал и опубликовал в виде коллективных монографий ряд гуманитарных технологий в области осознанного конструирования будущего. По результатам проектов «клуба» Гратовски написали серию документальных приключенческих романов под псевдонимом Алекс Форэн.
С начала 2000-х гг. Гратовски начали заниматься независимыми «неинвазивными» исследованиями свободно живущих дельфинов и китов. Проведя со свободными дельфинами и китами, в общей сложности, более 5000 часов и основываясь на собственных опытах взаимодействия с ними, а также на многочисленных научных данных, свидетельствующих о высоком интеллекте китообразных, наличия у них самосознания, высокоорганизованного общества и культуры, Гратовски считают китообразных носителями наиболее развитого, хотя и организованного иначе, чем человеческое, сознания на планете.

## Посольство Дельфинов
В 2008 г. Гратовски создали «Посольство Дельфинов» — «междисциплинарный центр, рассматривающий современную эпоху не с антропоцентристской позиции «покорителя природы» и её «венца», а с точки зрения планеты как единого, живого и разумного организма и, как частный случай, — с позиции дельфинов и китов».
«Посольство» — это одновременно исследовательский, консалтинговый, продюсерский и культурный центр с постоянной штаб-квартирой на о. Тенерифе (Канарские острова). Место выбрано в связи с тем, что, будучи минимально политически ангажированным, оно является одной из мировых «столиц» китообразных.
У «посольства» есть «поверенные в делах» — по словам создателей проекта это люди, главной заботой и интересом которых являются планета и человечество в целом. Согласно официальному сайту «посольства» и ряду интервью Гратовски, это около ста видных учёных и деятелей культуры в разных странах, среди первых из них: Умберто Эко, Эрвин Ласло, Джакомо Риццолатти, Вячеслав Полунин и другие. 
«Посольство» организует собственные исследовательские экспедиции (в том числе, кругосветный проект «Археология возможностей»), публикуя их результаты в фильмах и книгах, а также представляя их в ходе специализированных публичных событий.
Одним из направлений исследований является возможность взаимодействия человека и живой природы, в частности, эксперименты по прямому «диалогу»  свободных дельфинов и китов с выдающимися современными джазовыми музыкантами-импровизаторами (среди участников проекта: Аркадий Шилклопер, Давиде Сваруп, Дэвид Ротенберг), осуществляющиеся на экспедиционных судах «посольства» при помощи подводного акустического оборудования.
Видеозапись с рассказом музыканта и общественного деятеля Михаила Казиника в Совете Федерации РФ в июне 2017 года, об одном из таких экспериментов вызвала общественный резонанс и набрала в YouTube (по сост. на 19.11.2020) более 775 000 просмотров.

## Общественная деятельность
Публичные выступления, как и просветительские и культурные события, центральным из которых является ежегодный «Фестиваль Дельфинства» на Тенерифе, а также «День дельфина» в рамках Международного культурного форума в Санкт-Петербурге, сфокусированы на темах природы сознания, единства мира и возможности непосредственного взаимодействия человека и мироздания.
В 2017 г. мультимедийную выставку «Как и ты. Человек и Дельфин» посетили 8 тысяч человек за два дня.
18 ноября 2017 года в Санкт-Петербурге состоялась организованная Гратовски научно-практическая конференция «Язык и культура дельфинов» с участием ведущих исследователей китов, таких учёных, как Джим Дарлинг (англ. Jim Darling), Халл Вайтхэд, Тони Фрохофф (англ. Toni Frohoff) и других, результатом которой стало принятие «Международной декларации защиты прав и свободы дельфинов и китов», признающей китообразных «(не-человеческими) личностями, обладающими самосознанием, наделёнными разумом и чувствами» и в 10 пунктах устанавливающей новый тип отношения людей к дельфинам и китам: без насилия, эксплуатации и рабства. 
Декларацию подписали видные учёные, общественные деятели и деятели культуры разных стран.
С 10 по 14 октября 2019 года в Дельфах прошла организованная Гратовски «Ассамблея целостного мировоззрения NOW». Ассамблея собрала более 100 мыслителей, авторов прорывных научных открытий, идей и практик со всего мира. 
Инициаторы Ассамблеи так сформулировали цель проведения этого события:

Ассамблея — это конгресс учёных, деятелей культуры и социальных практиков, которые готовы представить коллегам свои открытия, способные изменить привычную картину мироздания и человека. Ассамблея намерена найти ответ на возможность выхода из цивилизационного тупика.— Александр и Николь Гратовски 
Среди участников были: сопредседатель Международной группы экспертов программы ООН по окружающей среде Ашок Косла, личный врач Далай-Ламы Барри Керзин, писатель, автор романа «Одиночество в Сети» Януш Вишневский, министр по делам женщин и развитию детей, защитница прав животных Манэка Ганди, основоположник теории о четвёртом агрегатном состоянии воды Джеральд Поллак (англ. Gerald Pollack), кинорежиссёр, сценарист и продюсер Георгий Овашвили, руководитель Международного общества биосемиотических исследований Калеви Кулль, руководители крупнейших международных объединений мыслителей — Римского и Будапештского клубов и другие.
Ассамблея проходила «за закрытыми дверями», намеренно исключая присутствие журналистов и представителей широкой общественности.
В докладе Ассамблеи, изданном отдельной книгой, сделан вывод о необходимости и неизбежности срочных изменений текущего образа жизни и иерархии ценностей человечества, а также предлагаются новые определения фундаментальных экзистенциальных понятий, таких как разум, сознание, жизнь и других, сформулированных в виде современных «дельфийских максим», первая из которых: «Сознание — это способность выбирать будущее».

## Книги
- Танго с манекеном (под псевдонимом Алекс Форэн)[8]. Англоязычная и франкоязычная версии: Out Of The Box[40].

- Генератор возможностей (второе издание)[41]. Версия на английском языке: The Promise of Atlantis[42].

- Принцип дельфина (третье издание, дополненное)[43]. Английское издание: The Dolphin Principle[44].

- 12 сосудов ЖИ. 12 vessels of Ji (двуязычное издание)[45].

- План А[46]. Англоязычное издание: Book of Wonders[47].

- Другое человечество. Дельфины. Another Humanity. Dolphins (двуязычное издание)[48].

- О природе чудес[37]. Издание на английском: Nature of Wonders[38].

Все книги иллюстрированы авторскими фотографиями.

## Фильмы
Кинотрилогия «Хищник Нежность» — три фильма Гратовски (выступающих одновременно авторами сценариев, режиссёрами и продюсерами), созданных на границе художественного и документального жанров. Первый фильм трилогии — «Мой Пилот, Кит», предлагает взгляд человека на дельфина как «старшего брата» и возможность контакта с ним; второй — «Интратеррестр», является диалогом человека и дельфина, двух культур и двух картин мира; а третий — «Откровение Ионы» — взглядом на человека с позиции кита, символизирующего мироздание в целом, это новое прочтение библейской притчи, перенесённое с личности пророка на современное человечество. Фильмы получили ряд призов на международных кинофестивалях. 
Русскую версию фильма «Откровение Ионы» авторы открыли для публичного доступа сразу после завершения работы над ней 23 апреля 2020 г. в разгар пандемии COVID-19 в России. По состоянию на 21.06.2021 фильм посмотрели более 133 тысяч человек.

## Семья
У Гратовски есть сын Антон, внук Максим и внучка Юлия Анна Мария. 

## Хобби
Известно, что Александр и Николь имеют права на управление яхтами и танцуют аргентинское танго, являясь учениками Пабло Верона (англ. Pablo Verón).